# Sukhumvit
La strada Sukhumvit (in lingua thai ถนนสุขุมวิท, Thanon Sukhumvit; in inglese Sukhumvit Road) è una delle quattro principali strade statali della Thailandia e collega la capitale Bangkok con la Thailandia dell'Est e la frontiera cambogiana. Si snoda per 488 km in prevalenza lungo la costa del Golfo di Thailandia; parte da Bangkok e attraversa le province di Samut Prakan, Chachoengsao, Chonburi, Rayong, Chanthaburi e Trat e arriva al distretto di Khlong Yai di Trat, alla frontiera con la Cambogia in riva al mare. Ha origine nel centro di Bangkok, è la più lunga e una delle più importanti strade della città.
È chiamata anche Autostrada statale nº 3 (in thai ทางหลวงแผ่นดินหมายเลข 3, Thangluang phendin mailek 3; in inglese Route 3); le altre tre principali strade statali del Paese sono la Phahonyothin (Strada statale 1), che porta alla frontiera settentrionale con la Birmania, la Mittraphap (Strada statale 2), che finisce al primo ponte dell'amicizia thai-lao alla frontiera di nord-est con il Laos, e la Phetkasem (Strada statale 4), che attraversa verso sud la penisola malese fino alla frontiera con la Malaysia. Il tratto che va da Rayong alla frontiera cambogiana fa parte della AH123, l'autostrada asiatica che collega Dawei in Birmania con l'estremo sud del Vietnam.

## A Bangkok

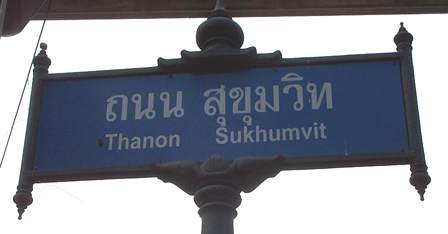

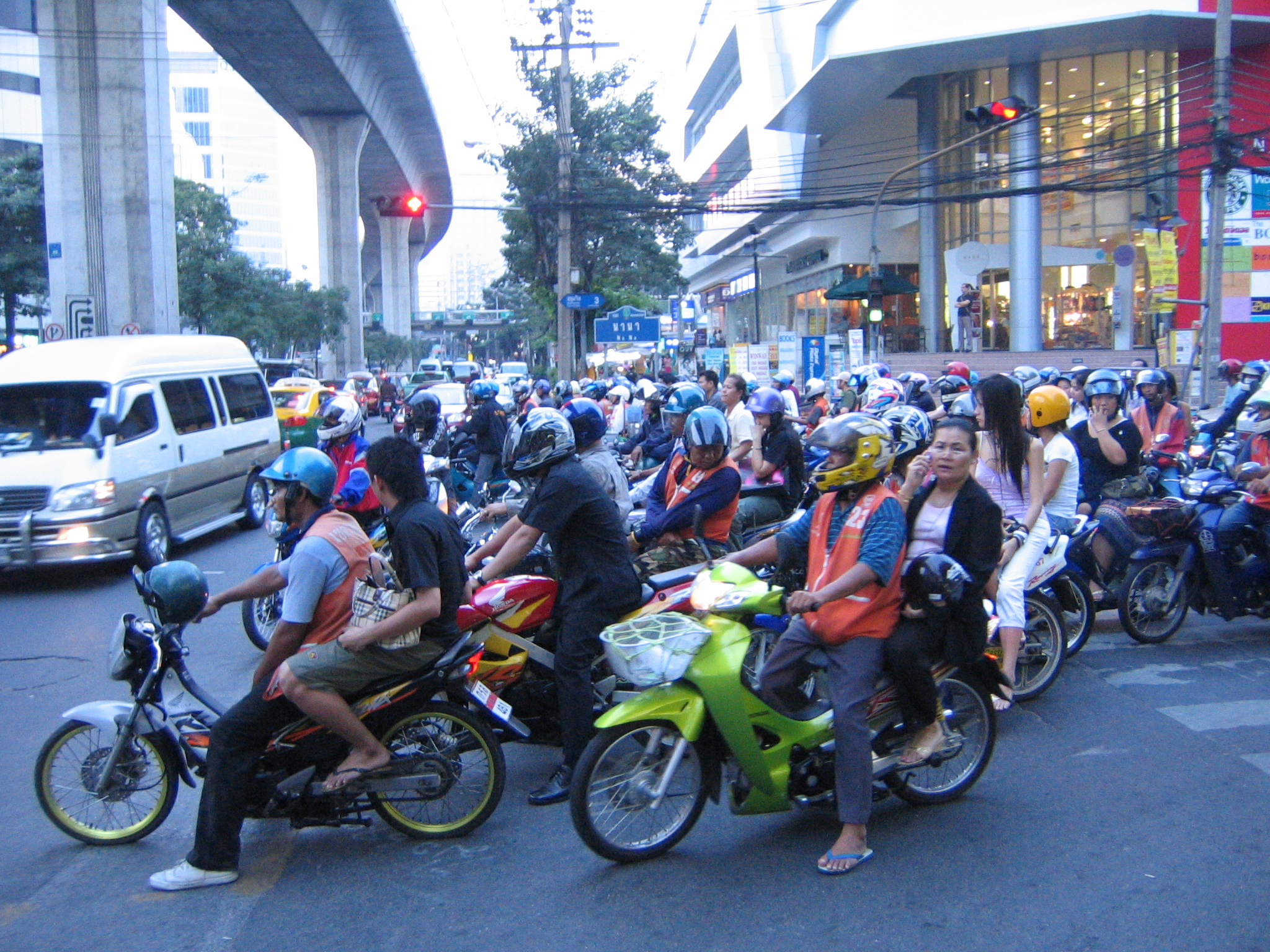
Semaforo, skytrain e traffico all'incrocio con la soi 4 di Nana

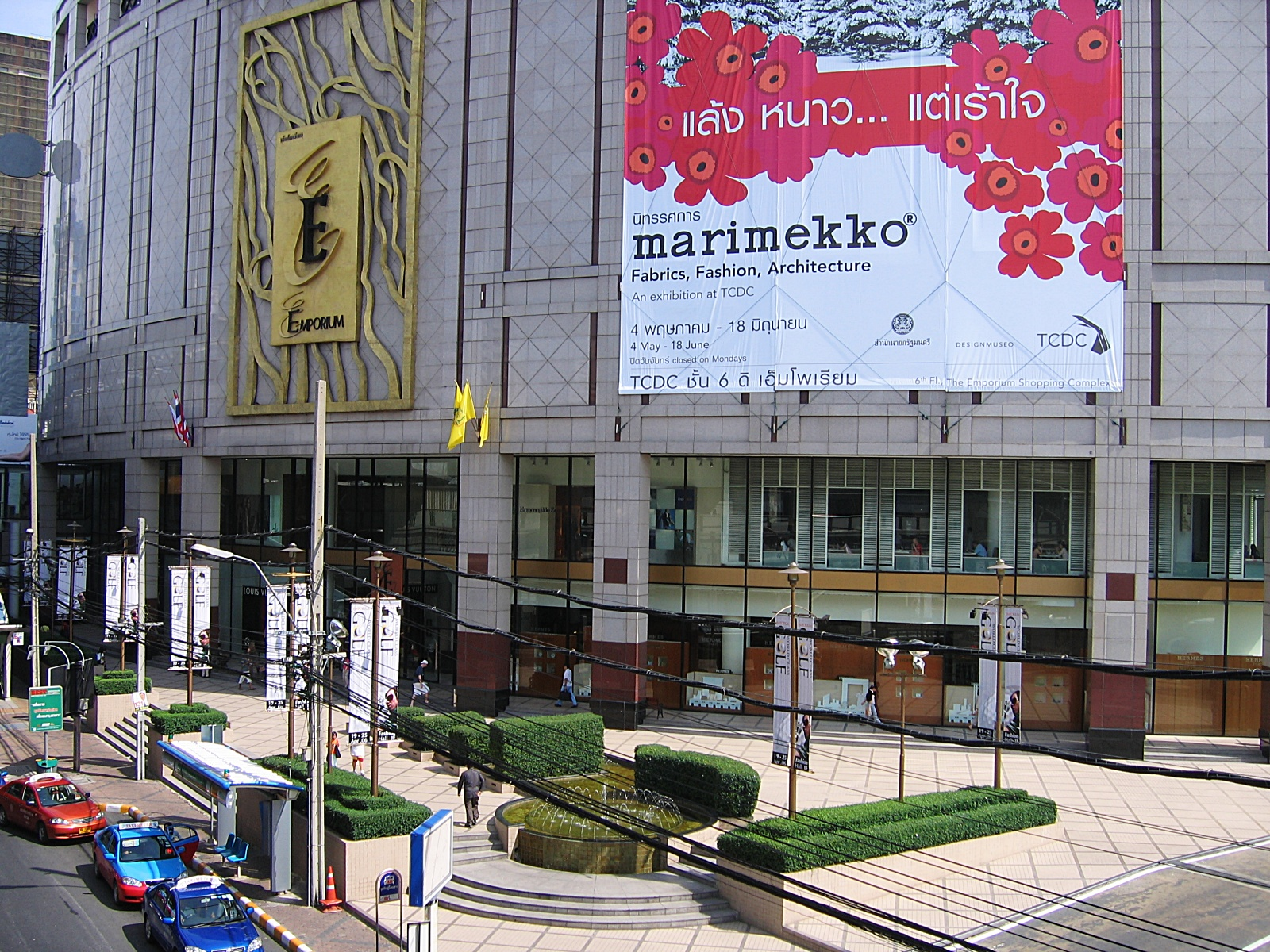
L'Emporium, uno dei più lussuosi centri commerciali di Sukhumvit

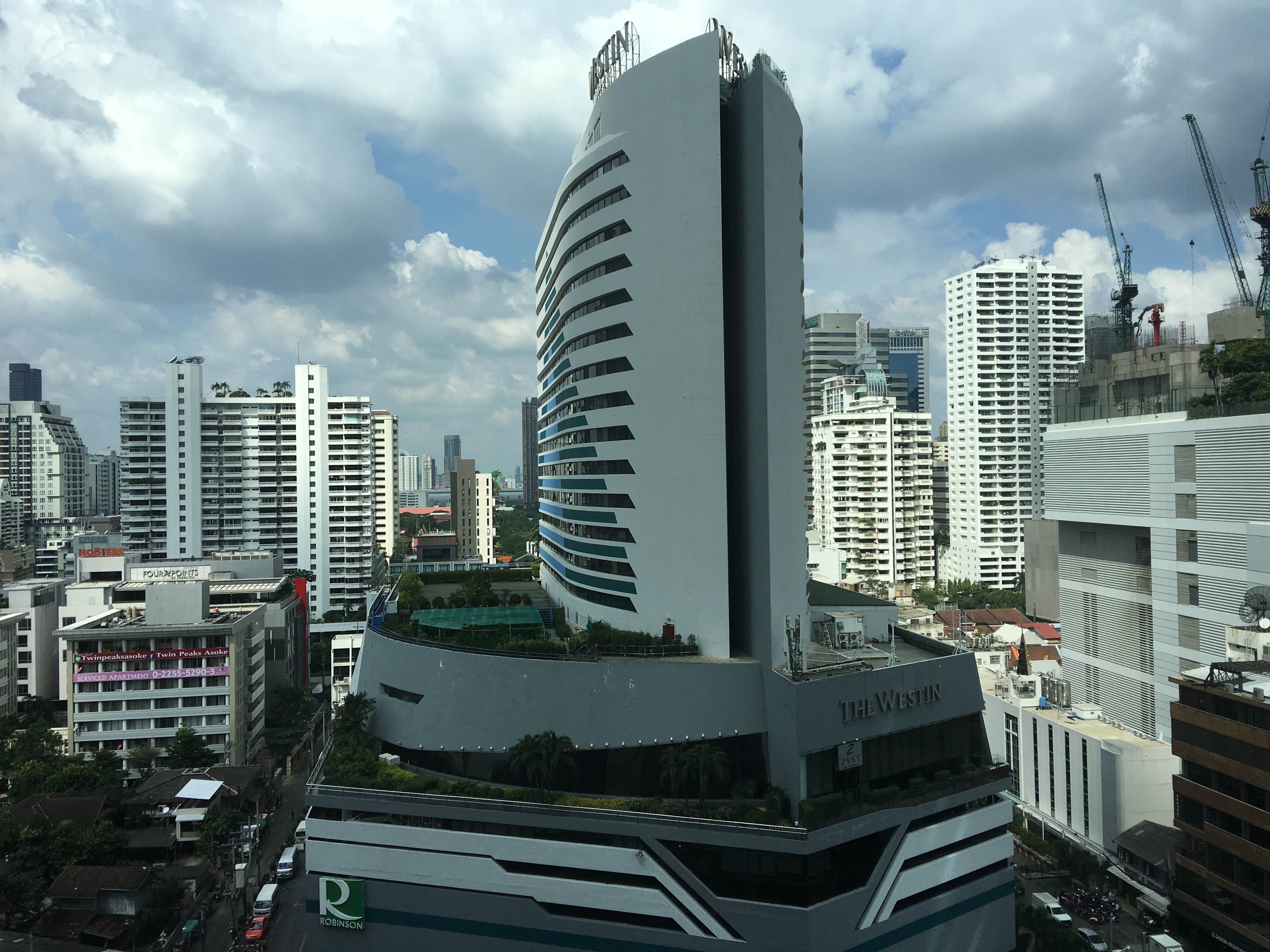
The Westin hotel

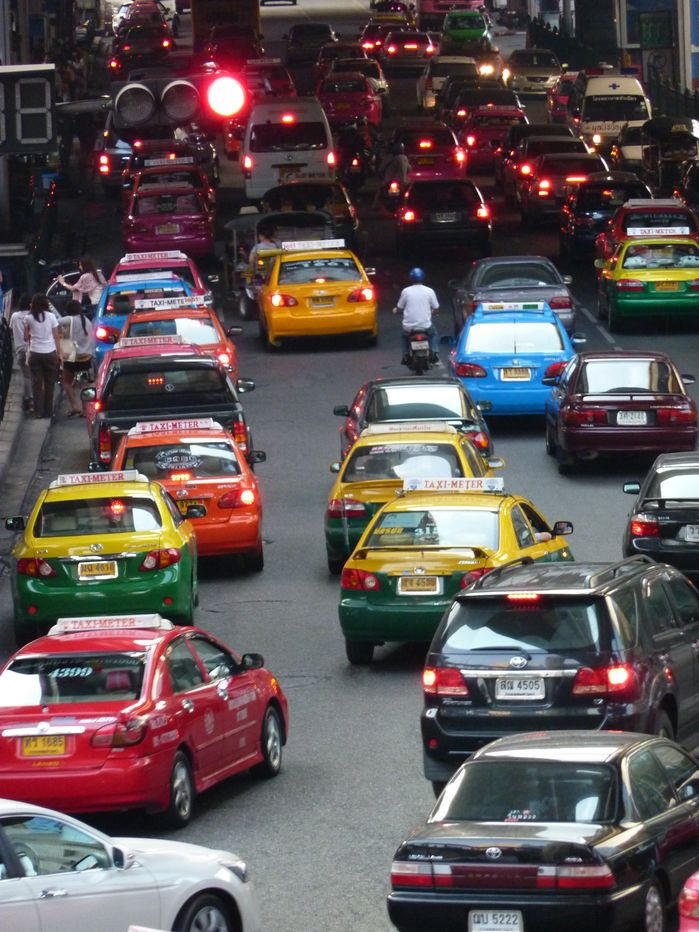
Traffico serale a Bangkok

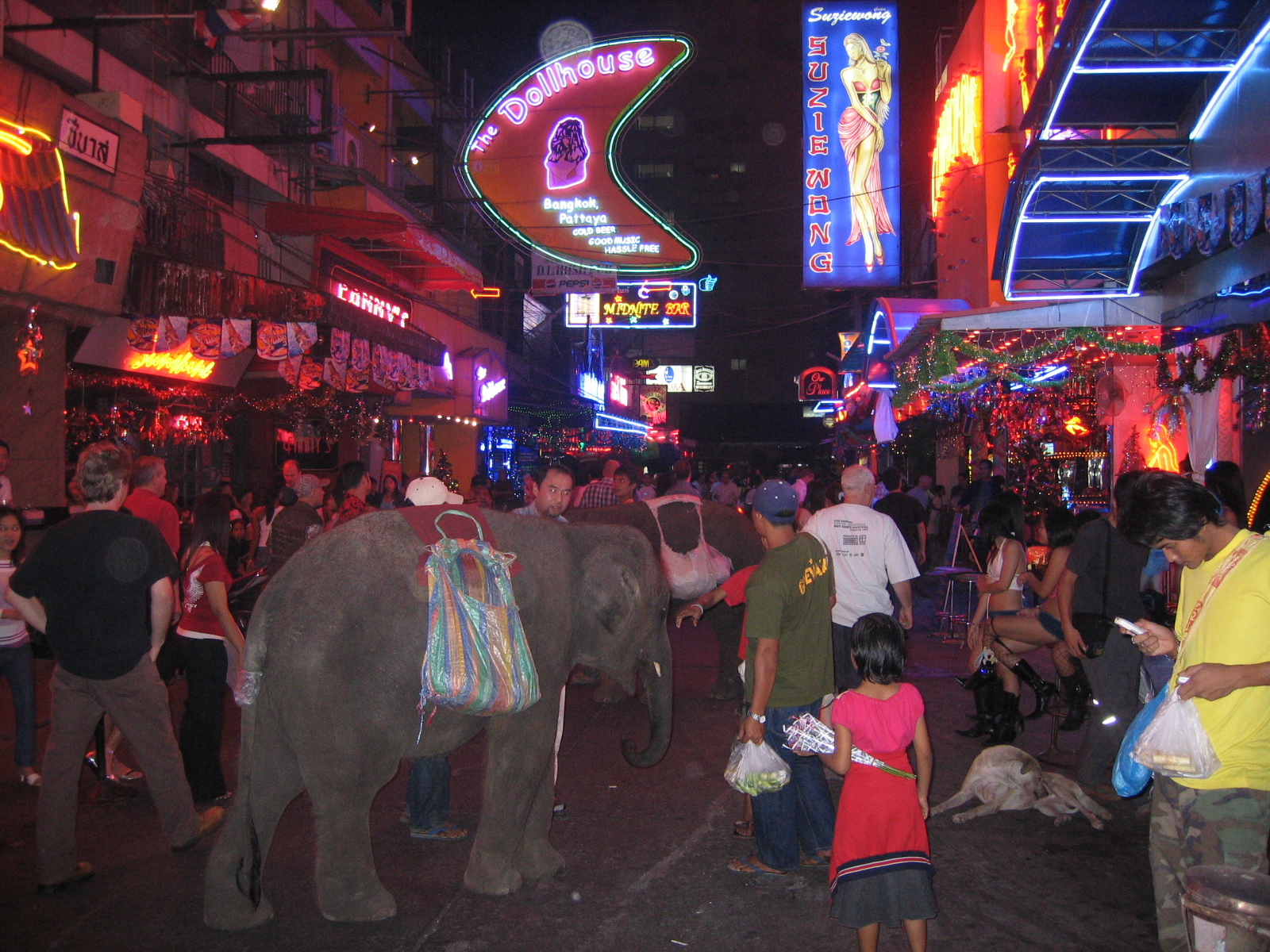
Soi Cowboy

A Bangkok la Sukhumvit è una normale strada prevalentemente a tre corsie per ogni senso di marcia, con le carreggiate separate da uno spartitraffico. Le vie laterali (soi) hanno libero accesso alla strada principale; in corrispondenza delle maggiori intersezioni vi sono semafori che permettono di svoltare verso il lato opposto a quello del senso di marcia e di fare inversioni a U. La strada ha inizio dove si incontrano i distretti di Bangkok di Pathumwan, Khlong Toei e Watthana; è la prosecuzione della strada Phloen Chit che a sua volta è la prosecuzione della strada Rama I. Nel suo tratto iniziale, la Sukhumvit fa da confine tra i distretti di Khlong Toei e Watthana, entra quindi nel distretto Phra Khanong prima e in quello di Bang Na dopo prima di entrare nella provincia di Samut Prakan.
Con i suoi 12,6 km, il tratto di Bangkok della Sukhumvit è la strada più lunga di Bangkok. È sempre molto intasato dal traffico dalla mattina presto fino a tarda sera nonostante per tutta la sua lunghezza sia percorso dai treni sopraelevati della linea Sukhumvit del Bangkok Skytrain. La strada e tutta la zona circostante, che prende il nome Sukhumvit, sono particolarmente vive e ospitano molti alberghi, centri commerciali e ristoranti lussuosi, oltre a molte altre attività commerciali e a uffici. Molti sono gli stranieri e i thailandesi della media borghesia che risiedono nella zona di Sukhumvit. Tra gli alberghi più lussuosi vi sono quelli delle catene Westin, Marriott, Sheraton e Ramada.
Le strade laterali, come in tutta la Thailandia, sono chiamate soi, quelle a destra hanno numeri pari e quelle a sinistra dispari, la numerazione delle soi comincia verso centro città. Tradizionale meta del turismo sessuale, a Sukhumvit vi sono molte prostitute, molti go-go bar e alcuni famosi quartieri a luci rosse come il Nana Plaza in soi 4 e la Soi Cowboy tra la soi 21 e la soi 23. Alla soi 63 Ekkamai si trova il terminale est di Bangkok degli autobus interurbani che collegano la capitale con l'est del Paese.

## Autostrada

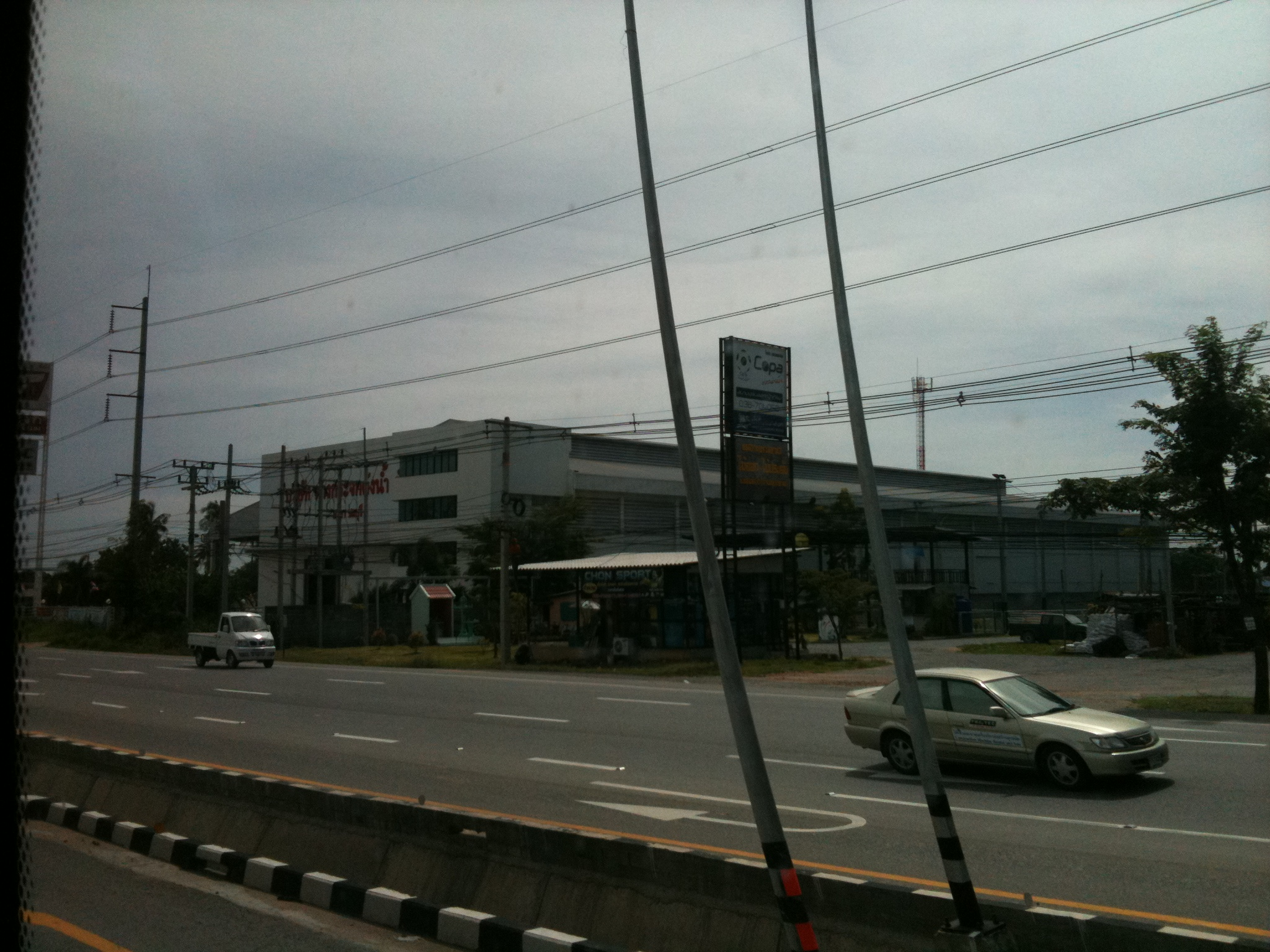
Accesso diretto da strade secondarie e proprietà private a Laem Chabang

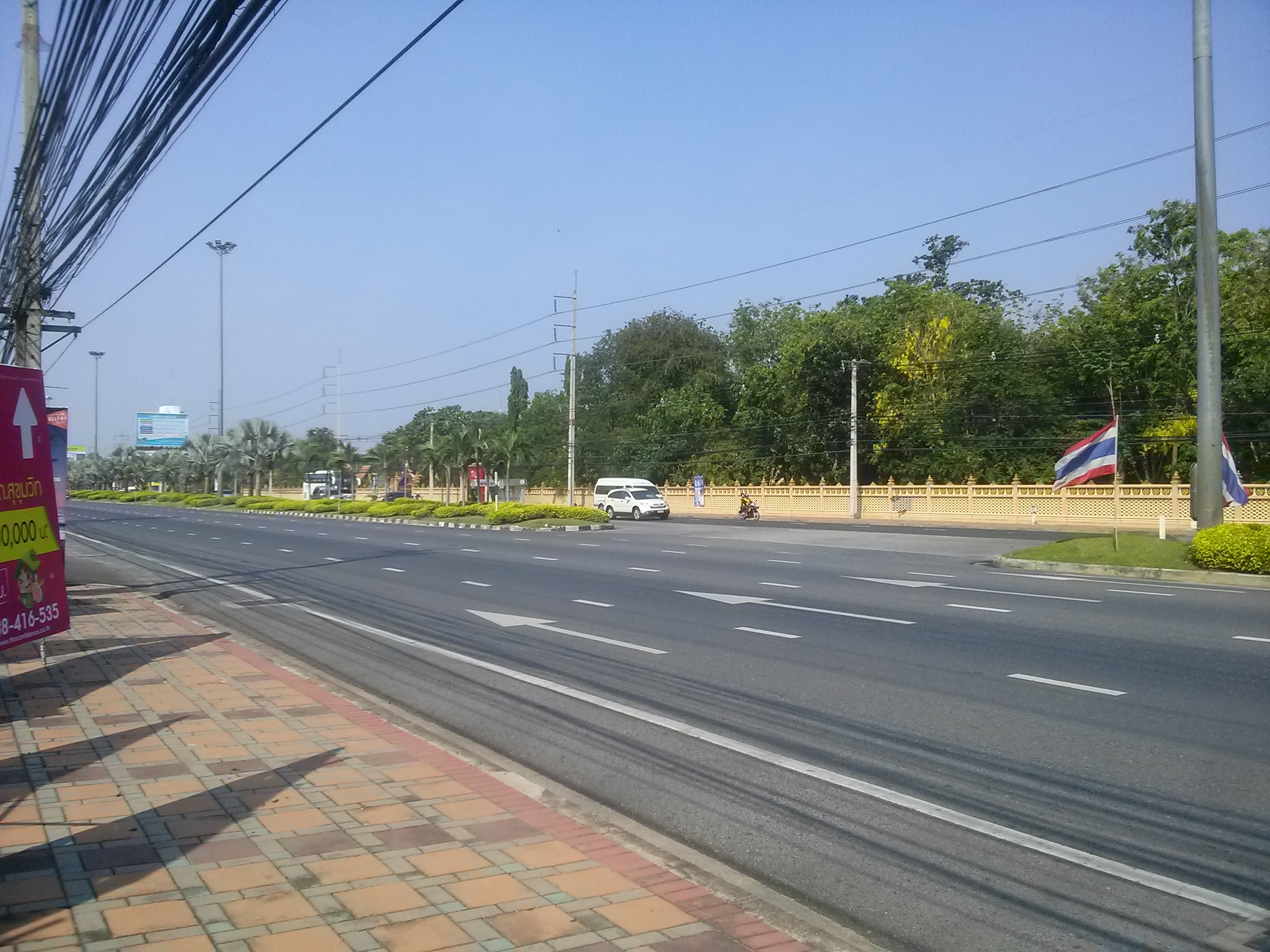
Varco per inversione a U nel distretto di Bang Lamung

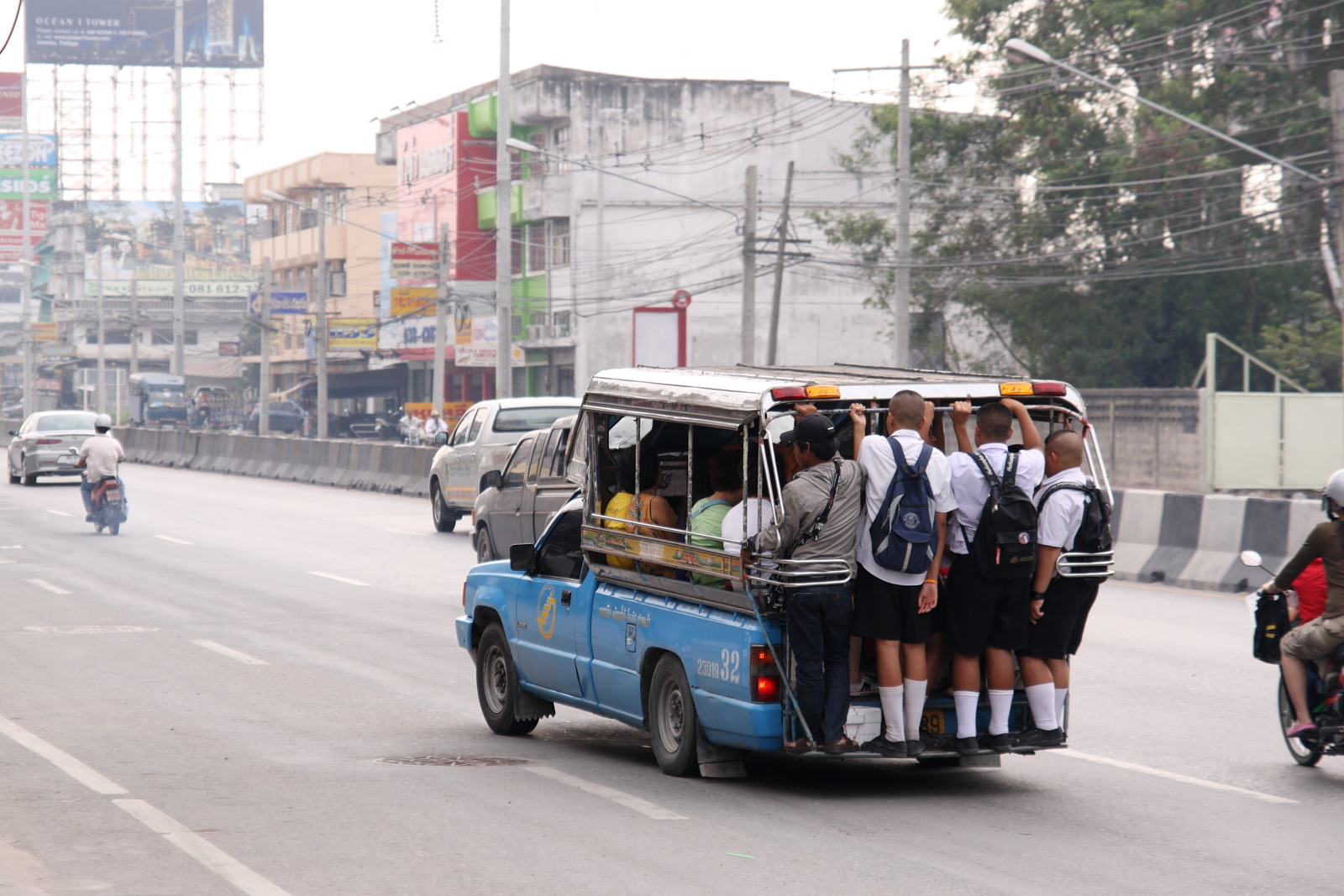
La Sukhumvit a Pattaya

Una volta entrata nella provincia di Samut Prakan, la Sukhumvit si trova ancora in un'area densamente abitata e anche in questo tratto vi sono i treni sopraelevati della linea Sukhumvit. Costeggia l'ultima ansa del fiume Chao Phraya e arriva alla costa del Golfo di Thailandia dove si lascia a ovest il fiume, svolta verso est e finalmente si trova in un'area a bassa densità abitativa. Anche se in thailandese viene chiamata thangluang, termine traducibile con autostrada, non si paga il pedaggio, non ci sono i caselli autostradali ed è consentito l'accesso dalle proprietà private e dalle vie laterali, anche da quelle in sterrato provenienti dalla campagna. Passa quindi nella provincia di Chachoengsao e prosegue verso est fino alla Bang Na Expressway, una vera e propria autostrada sopraelevata a pagamento. A questo punto la strada diventa la statale 314 e prosegue verso nord-est passando sotto all'expressway, mentre prende i nomi Sukhumvit e Statale 3 la strada diretta a sud-est sotto all'expressway, che termina una decina di chilometri dopo nella periferia nord di Chonburi. La Sukhumvit continua invece in direzione sud, non lontana dalla costa.
Dopo aver attraversato i centri abitati di Chonburi, Saen Suk, Si Racha e Laem Chabang, si allontana leggermente dalla costa per passare nella zona orientale della popolosa Pattaya, dopo la quale continua verso sud riavvicinandosi al mare. Alla fine della baia di Bangkok prosegue verso est seguendo la costa, lascia la provincia di Chonburi ed entra in quella di Rayong passando a fianco dell'aeroporto Internazionale di U-Tapao. Prosegue verso est, si allontana nuovamente dal mare passando a nord della grande zona industriale Map Ta Phut e si riavvicna subito alla costa attraversando Rayong.
Alcuni chilometri dopo piega verso nord-est allontanandosi dal mare e per i successivi 90-100 chilometri resta abbastanza lontana dalla costa. Quando passa a nord della periferia di Chanthaburi piega verso sud avvicinandosi alla città e prosegue quindi verso sud-est. Evita due grossi estuari e attraversa quindi Trat, continua a est e piega ancora verso sud-est avvicinandosi al mare. Prosegue nella stretta valle compresa tra la costa e i contrafforti dei Monti dei Cardamomi, che segnano il confine con la Cambogia. La Sukhumvit termina al posto di frontiera nel distretto di Khlong Yai di Trat e una volta in Cambogia la strada prosegue come Statale 48 cambogiana.